# Гізульф II (князь Салернський)

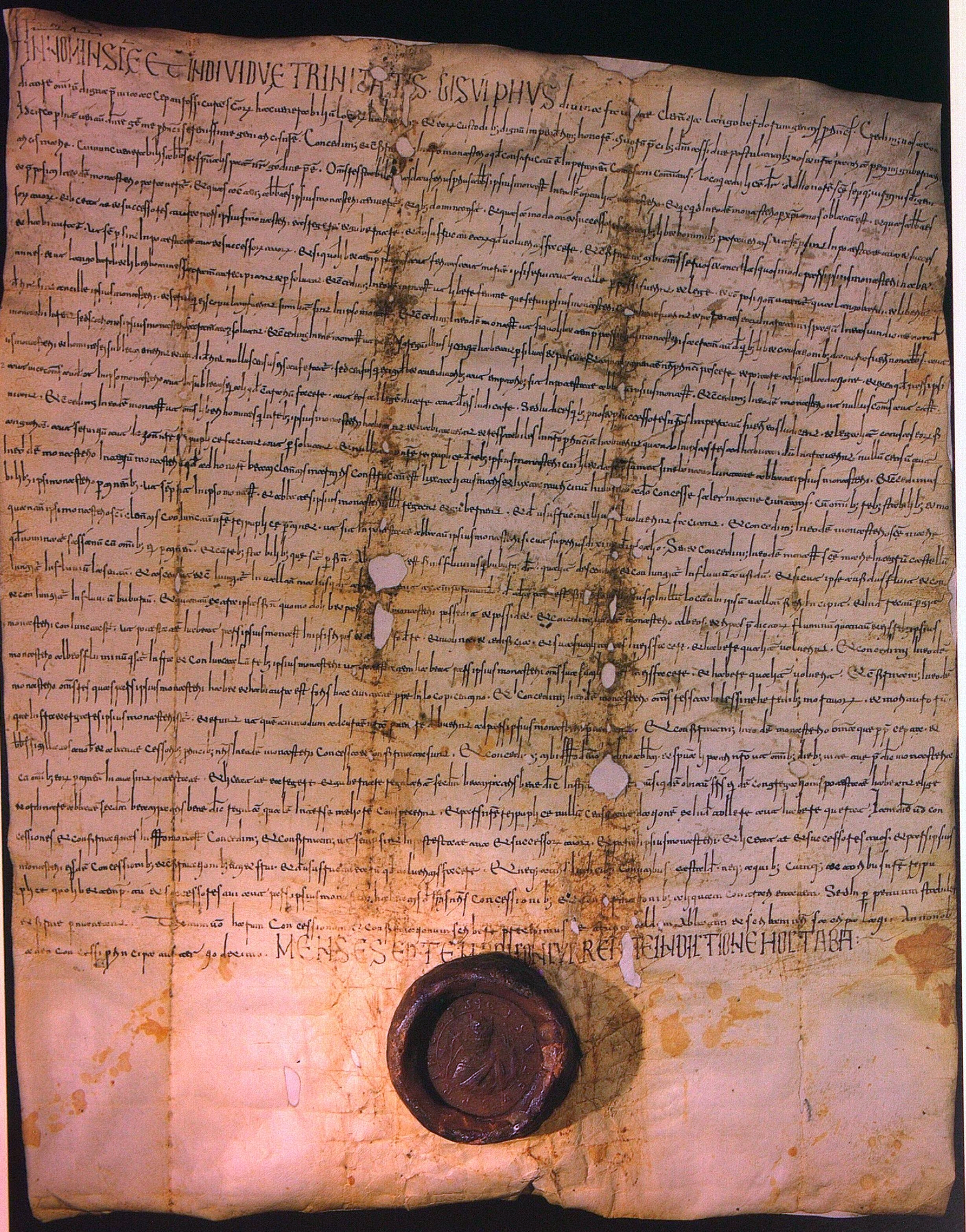
Хартія, видана Гізульфом II Салернським у 1054 році. Ватикан, Archivio Segreto Vaticano, Archivio Boncompagni, Prot. 270, 2а

Гізульф II (латинською Gisulfus або Gisulfus, та італійською Gisulfo або Gisolfo) — останній лангобардський князь Салернський (1052—1077).

## Біографія
Гізульф був старшим сином і наступником Гваймара IV та Джемми, дочки капуанського графа Лайдульфа. У хроніці Амата Монтекассінського «Історія Нормандців» його змальовано як лиходія і пірата. Історик Джон Норвіч («Нормани на Півдні», стор. 201, примітка) розповідає «про одну нещасну жертву [амальфітанця], якого Гізульф тримав у крижаному підземеллі, вирізавши спочатку йому праве око, а потім щодня ще по одному пальцю руки та ноги». Аматус додає, що імператриця Агнеса, яка проводила більшу частину свого часу в Південній Італії, особисто запропонувала сто фунтів золота та один зі своїх пальців як викуп, але її молитви залишилися непочутими.
Він був призначений співправителем разом зі своїм батьком у 1042 році, коли був дуже молодим. Через десять років його батька вбили в гавані Салерно чотири брати, сини князя Капуанського Пандульфа V, родичі Гваймара, яких на цей вчинок підбурили візантійські прихильники з Амальфі. Молодого Гізульфа взяли в полон убивці, але невдовзі його дядько, герцог Соррентський Гвідо звернувся до нормандців у Мельфі по допомогу, та взяв разом з ними Салерно в облогу. Гвідо полонив родини вбивць і домовився про звільнення Гізульфа. Невдовзі місто капітулювало, і Гвідо з нормандцями присягнули на вірність Гізульфу як новому князю Салернському, а він своєю чергою підтвердив їхні титули та володіння.
Гізульф затаїв образу на амальфітанців, які ініціювали вбивство його батька. Він також, з невідомих причин, зненавидів нормандців як варварів і все своє правління провів у протистоянні з ними. Його ворожнеча з нормандцями незабаром дорого йому обійшлася. Роберт Гвіскар захопив декілька салернітанських міст, зокрема Козенцу. Гізульф невдовзі викликав також гнів графа Аверського Річарда Дренго і лише завдяки союзу з ненависними амальфітанцям зміг зберегти свій трон. Постійні захоплення його земель Вільгельмом Принципатським, молодшим братом Гвіскара, змусили його видати заміж свою сестру Сікелгайту за Гвіскара в обмін на захист від його молодшого брата, а згодом і свою сестру Гайтельгріму за Річарда Дренго, нормандського князя Капуанського. У 1071 році Гізульф і Річард Дренго підтримали повстання племінників Роберта Гвіскара Абеляра й Германа Отвільських та кількох інших дрібних баронів проти влади Гвіскара в Апулійському герцогстві. Повстання мало що дало, окрім ще більшого роздратування його впливового зятя.
В останні роки флоти Гізульфа розпочали займатись піратством, особливо проти Амальфі та навіть Пізи. Купці останньої, коли їх запросили служити папі Григорію VII від імені маркізи Матильди Тосканської, викликали таке заворушення проти Гізульфа, що папа відправив останнього до Риму, а армія, зібрана для походу на володіння Роберта Гвіскара, розійшлася. Втративши свого папського союзника, він опинився в більшій ізоляції, ніж будь-коли, коли влітку 1076 року його місто взяли в облогу Річард Капуанський і Роберт Гвіскар. Хоча він наказав своїм громадянам заготувати дворічні запаси їжі, він займався її конфіскацією, що невдовзі викликало в місті голод. 13 грудня Салерно здалося, і князь зі своїми людьми відступив до цитаделі, яка впала у травні наступного року. Землі та титули Гізульфа були конфісковані, але самому йому було надано свободу і він вирушив до Капуї, де спробував підбурити Річарда до війни з Робертом, але безуспішно. Відтак він вирушив до Риму, щоб поскаржитись папі про свої нещастя. Папа Григорій доручив йому військове командування Кампанією та відправив до Франції, але його відкликали після смерті папи в 1085 році. Він уклав союз з Жорданом I Капуанським на підтримку Дезидерія Беневентського, якого обрали папою Віктором III.
Його ненадовго призначили герцогом Амальфі (березень 1088 — 20 квітня 1089) мешканці цього міста для захисту від вторгнень Роберта Гвіскара, але помер до 1091 року в Сарно. Він не залишив дітей від дружини Джемми, від якої, очевидно, відмовився.